# Distrikt Mato
Der Distrikt Mato liegt in der Provinz Huaylas in der Region Ancash in West-Peru. Der Distrikt wurde am 2. Januar 1857 gegründet. Er besitzt eine Fläche von 106 km². Beim Zensus 2017 wurden 1971 Einwohner gezählt. Im Jahr 1993 lag die Einwohnerzahl bei 2281, im Jahr 2007 bei 2109. Die Distriktverwaltung befindet sich in der 2239 m hoch gelegenen Ortschaft Villa Sucre mit 656 Einwohnern (Stand 2017). Villa Sucre liegt 10 km nordnordwestlich der Provinzhauptstadt Caraz.

## Geographische Lage
Der Distrikt Mato liegt im Hochtal Callejón de Huaylas am linken Flussufer des nach Norden strömenden Río Santa im zentralen Westen der Provinz Huaylas. Die westliche Distriktgrenze verläuft entlang der Wasserscheide der Cordillera Negra.
Der Distrikt Mato grenzt im Südwesten an den Distrikt Pamparomás, im Westen an den Distrikt Caceres del Perú (Provinz Santa), im Norden an den Distrikt Huaylas, im Osten an den Distrikt Santa Cruz sowie im äußersten Südosten an den Distrikt Caraz.